# Compsothrips querci
Compsothrips querci är en insektsart som först beskrevs av Watson 1920.  Compsothrips querci ingår i släktet Compsothrips och familjen rörtripsar. Inga underarter finns listade i Catalogue of Life.